# 2017 год в истории метрополитена
В этой статье перечисляются основные  события из истории метрополитенов в 2017 году. Полужирным шрифтом выделены открытия новых транспортных систем.

## События

### Первое полугодие

#### Январь
- 1 января:
  - стоимость проезда в Петербургском метрополитене поднялась с 35 до 45 рублей[1].
  - открыта первая очередь линии Второй авеню Нью-Йоркского метрополитена, состоящая из трёх станций: 96th Street, 86th Street, 72nd Street. На момент открытия обслуживается только маршрутом Q.
- 5 января — открыта Четвёртая линия метрополитена Анкары длиной 9,2 км с 9 станциями[2].
- 6 января — продлена линия Гуанфо Фучжоуского метрополитена на 15,1 км и 12 станций[3].
- 7 января — закрыта на реконструкцию станция «Йинонице» Пражского метрополитена.
- 12 января — продлена Первая линия Чжэнчжоуского метрополитена на запад на 9,5 км и 7 станций и на восток на 5,6 км и 2 станции[4].
- 18 января — открыта Четвёртая линия Нанкинского метрополитена длиной 33,8 км с 18 станциями[5].
- 26 января — открыта Третья линия Харбинского метрополитена длиной 4 км с 3 станциями[6].
- 28 января — закрыта на ремонт станция «Лесная» Петербургского метрополитена[7].

#### Февраль
- 1 февраля — стоимость проезда в Екатеринбургском метрополитене поднялась с 26 до 28 рублей[8].
- 4 февраля — открыта станция «Heravi» на Третьей линии Тегеранского метрополитена[9].
- 20 февраля — открыта Вторая линия Мешхедского метрополитена длиной 8 км с 6 станциями[10].

#### Март
- 2 марта — открыт метрополитен Таоюаня с одной линией длиной 51 км с 21 станцией[11].
- 16 марта — продлена Солнцевская линия Московского метрополитена на 7,3 км и 3 станции[12].
- 23 марта — проезд в Харьковском метрополитене подорожал с 3 до 4 гривен[13].
- 25 марта — продлена линия системы BART в Сан-Франциско на 7,6 км и 1 станцию[14].
- 31 марта:
  - продлена Четвёртая линия Бухарестского метрополитена на 2,1 км и 2 станции[15].
  - продлена линия Гургаонского метрополитена на 7 км и 5 станций[16].
  - продлена линия метрополитена Катании на 3,1 км и 3 станции[17].

#### Апрель
- 3 апреля:
  - продлена линия Сукхумвит Бангкокского метрополитена на 1,2 км и 1 станцию[18].
  - теракт в Петербургском метрополитене.
- 8 апреля — открыта Третья линия метрополитена Бильбао длиной 5,9 км с 7 станциями[19].
- 15 апреля — открыта Четвёртая линия метрополитена Сучжоу длиной 52,8 км с 38 станциями[20].
- 20 апреля:
  - продлена Первая линия Пусанского метрополитена на 8 км и 6 станций[21].
  - продлена Первая линия Ширазского метрополитена на 3 км и 1 станцию[22][23].

#### Май
- 14 мая — продлена Вторая линия Ченнайского метрополитена на 8 км и 7 станций[24].
- 15 мая — открыта станция «Juscelino Kubitschek» Южной линии Форталезского метрополитена[25].
- 22 мая — продлена Третья линия Нюрнбергского метрополитена на 1,1 км и 2 станции[26].
- 23 мая — продлена Вторая линия Салвадорского метрополитена на 6,3 км и 4 станции[27].
- 28 мая — продлена Фиолетовая линия Делийского метрополитена на 5,2 км и 4 станции[16].

#### Июнь
- 1 июня — открыта станция Huananbei Первой линии Даляньского метрополитена[28].
- 2 июня — продлена Четвёртая линия метрополитена Чэнду на запад на 10,8 км и 8 станций и на восток на 10,3 км и 6 станций[29].
- 7 июня — продлены линии Даляньского метрополитена: Первая — на 9,1 км и 7 станций, Вторая — на 3,8 км и 3 станции, Двенадцатая — на 2,1 км и 1 станцию[28].
- 10 июня — открыта Седьмая линия Тегеранского метрополитена длиной 22 км с 7 станциями[9].
- 17 июня — открыт Кочинский метрополитен с одной линией длиной 13 км с 11 станциями[30].
- 18 июня:
  - продлена Зелёная линия Бангалорского метрополитена на 12 км и 11 станций[31].
  - продлена линия Восток-Запад Сингапурского метрополитена на 7,5 км и 4 станции[32].
- 27 июня — открыт Шицзячжуанский метрополитен из двух линий длиной 23,9 км и 6.4 км с 20 и 6 станциями соответственно[33].
- 30 июня — открыта Первая линия Чанчуньского метрополитена длиной 16,3 км с 14 станциями[34].

### Второе полугодие

#### Июль
- 3 июля — продлена Вторая линия метрополитена Ханчжоу на 11,3 км и 7 станций[35].
- 11 июля — станция «Muzeum» линии A Пражского метрополитена частично закрыта на 5 месяцев по причине реконструкции платформы в направлении станции «Depo Hostivař».
- 15 июля — стоимость проезда в метро Киева поднялась с 4 до 5 гривен[36].
- 17 июля — продлена Девятая линия Куала-Лумпурского метрополитена на 30 км и 19 станций[37].
- 20 июля — продлена Первая линия Исфаханского метрополитена на 3 станции[38].

#### Август
- 7 августа — продлено ответвление Первой линии в аэропорт Тегеранского метрополитена на 26,2 км и 1 станцию[9].
- 11 августа — продлена Синяя линия Бангкокского метрополитена на 1,2 км и 1 станцию[18].
- 15 августа — стоимость проезда в метро Нижнего Новгорода поднялась с 20 до 28 рублей[39]
- 18 августа — открыта Вторая линия Наньчанского метрополитена длиной 19,6 км с 17 станциями[40].
- 22 августа — продлена Первая линия Ширазского метрополитена на 10,5 км и 4 станции[22].
- 23 августа — после семимесячной реконструкции открыта станция «Йинонице» Пражского метрополитена.
- 29 августа — открыта Третья линия Куньминского метрополитена длиной 23,4 км с 20 станциями и возобновлена эксплуатация Шестой линии длиной 18,2 км с 4 станциями[41].

#### Сентябрь
- 2 сентября:
  - открыта линия Ui-Sinseol Сеульского метрополитена длиной 11,4 км с 13 станциями[42].
  - продлена линия U1 Венского метрополитена на 4,6 км и 5 станций[43].
- 6 сентября:
  - открыт метрополитен Лакхнау с одной линией длиной 8,5 км с 8 станциями[44].
  - открыта Десятая линия метрополитена Чэнду длиной 10,9 км с 6 станциями[29].
  - продление Пятой линии метрополитена Сан-Паулу на 2,8 км и 3 станции[45].
- 11 сентября — продлена Вторая линия метрополитена Салвадора на 7,5 км и 4 станции[27].
- 29 сентября — закрыта станция «Важа-Пшавела» Тбилисского метрополитена до ввода в эксплуатацию новой станции «Государственный университет»[46].

#### Октябрь
- 1 октября — начало строительства Кольцевой линии Ташкентского метрополитена[47].
- 3 октября — продлена Первая линия Кочинского метрополитена на 5 км и 5 станций[30].
- 16 октября — открыта станция «Государственный университет» Сабурталинской линии Тбилисского метрополитена[48].
- 21 октября — продлена линия Даунтаун Сингапурского метрополитена на 21 км и 16 станций[32].

#### Ноябрь
- 2 ноября — открыта Шестая линия метрополитена Сантьяго длиной 15,3 км с 10 станциями[49].
- 4 ноября — закрыт на реконструкцию участок «Лехель тер» — «Уйпешт-Кёзпонт» линии M3 Будапештского метрополитена.
- 18 ноября — продлена линия Хельсинкского метрополитена на 14 км и 8 станций[50].
- 28 ноября — открыт Хайдарабадский метрополитен с двумя линиями длиной 13 км и 17 км с 11 и 13 станциями соответственно[51].

#### Декабрь
- 6 декабря:
  - открыта линия S3 Нанкинского метрополитена длиной 36,3 км с 19 станциями[5].
  - открыта Седьмая (кольцевая) линия метрополитена Чэнду длиной 38,6 км с 31 станцией[29].
- 10 декабря — открыта Вторая линия метрополитена Циндао длиной 21,2 км с 18 станциями[52].
- 15 декабря — открыта Пятая линия Стамбульского метрополитена длиной 10,5 км с 9 станциями[53].
- 17 декабря — продлена Первая линия метрополитена Торонто на 8,6 км и 6 станций[54].
- 23 декабря — открыта после ремонта станция «Лесная» Петербургского метрополитена[55].
- 25 декабря — открыта Пурпурная линия Делийского метрополитена длиной 12,6 км с 9 станциями[16].
- 26 декабря:
  - открыта Вторая линия Хэфэйского метрополитена длиной 27,8 км с 24 станциями[56].
  - открыта Восьмая линия Уханьского метрополитена длиной 16,7 км с 12 станциями и продлена Первая линия на 3,6 км и 3 станции[57].
- 27 декабря — продлена Вторая линия метрополитена Ханчжоу на 13,3 км и 10 станций[35].
- 28 декабря:
  - открыт Гуйянский метрополитен с одной линией длиной 12,9 км с 10 станций[58].
  - открыты Пятая линия длиной 17 км с 9 станциями и Десятая линия длиной 34 км с 18 станциями Чунцинского метрополитена[59].
  - открыты Девятая линия длиной 20,1 км с 10 станциями и Тринадцатая линия длиной 27 км с 11 станциями метрополитена Гуанчжоу, а также продлена Четвёртая линия на 12,6 км и 6 станций и открыта на ней станция «Qingsheng»[60].
  - открыта Вторая линия Наньнинского метрополитена длиной 21 км с 18 станциями[61].
- 30 декабря:
  - открыты линия S1 длиной 9,8 км с 7 станциями и линия Yanfang длиной 27 км с 9 станциями Пекинского метрополитена, а также продлена линия Fangshan на 2,3 км и 1 станцию и открыты станции «Pingleyuan» на Четырнадцатой линии и «Nongdananlu» на Шестнадцатой линии[62].
  - продлена Девятая линия Шанхайского метрополитена на юг на 6,5 км и 3 станции и на восток на 14,1 км и 9 станций[63].
- 31 декабря:
  - открыт Сямыньский метрополитен с одной линией длиной 30,3 км с 24 станциями[64].
  - продлена Замоскворецкая линия Московского метрополитена на 2,9 км и 1 станцию[12].

## Происшествия
| Дата     | Метро                      | Погибли | Пострадали | Описание |
| -------- | -------------------------- | ------- | ---------- | --- |
| 3 апреля | Петербургский метрополитен | 16      | 87         | Террористический акт в Петербургском метрополитене на перегоне между станциями «Сенная площадь» и «Технологический институт» |